# Álvaro Sousa
Álvaro Corcoroca de Sousa (Florianópolis, 29 de junho de 1879 – Florianópolis, 1 de agosto de 1939), ou simplesmente Álvaro Sousa, foi um professor de música, músico e compositor brasileiro. Seu pai era José Brazilício de Souza (9 de janeiro de 1854 – 30 de março de 1910), o compositor do hino do estado brasileiro de Santa Catarina. Ele foi diretor da banda que fundou, chamada Amor à Arte. Como instrutor de música, também escreveu livros relacionados ao treinamento em música e teorias musicais. Álvaro Sousa foi pai do compositor Abelardo Sousa (18 de fevereiro de 1920 – 27 de maio de 1986).

## Livros
- Compêndio Elementar de Música
- Dó Sustenido não é Ré Bemol
- Glossário de Termos Italianos Usados na Escrituração Musical
- Nações de Harmonia

## Composições
- A Canção da Árvore
- Hino da Escola Normal Catarinense[3]
- Iris
- Mikanol[4]
- Rapsódia Catarinense